# موزه ملی هنر کاتالونیا

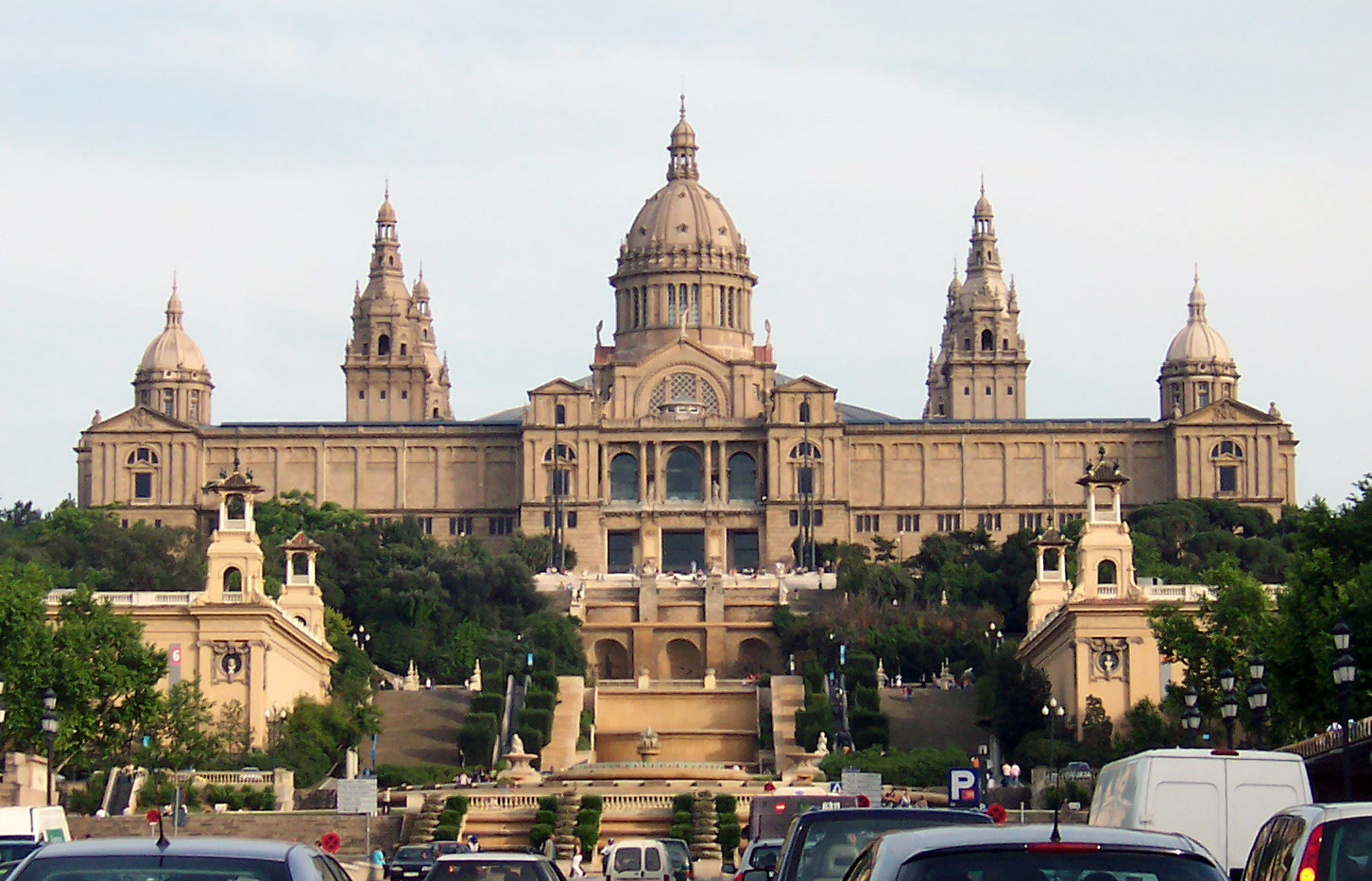
نمایی از ساختمان موزه

موزه ملی هنر کاتالونیا (به کاتالان: Museu Nacional d'Art de Catalunya) به اختصار MNAC موزه‌ای از آثار هنری کاتالان واقع در بارسلون کاتالونیا است. این مکان برای نمایشگاه جهانی ۱۹۲۹ میلادی ساخته شد و در ۱۹۹۰ میلادی به محلی برای موزه تغییر کاربری داد.

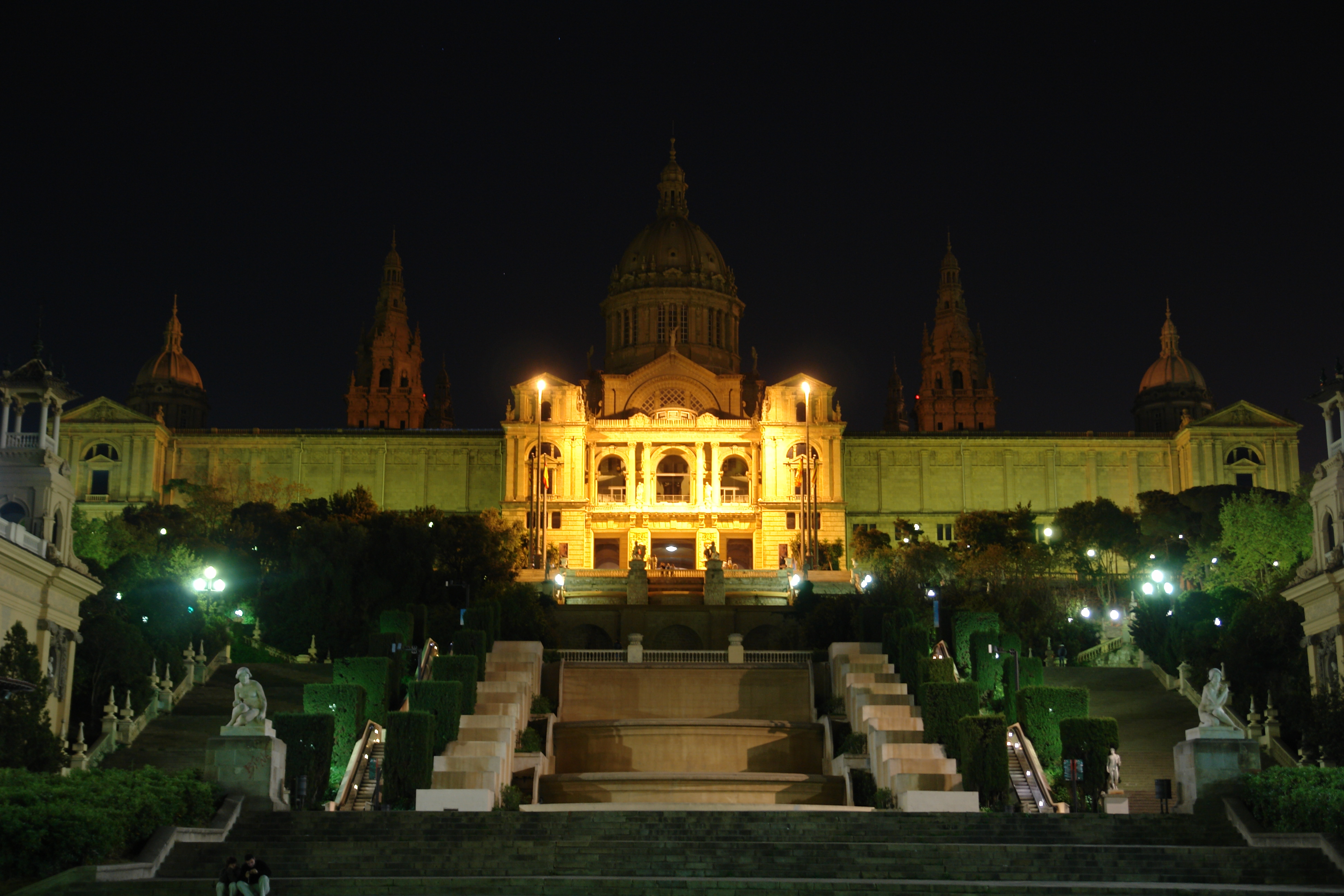
نمایی از ساختمان موزه درشب

## نگارخانه

### تمدن ایران

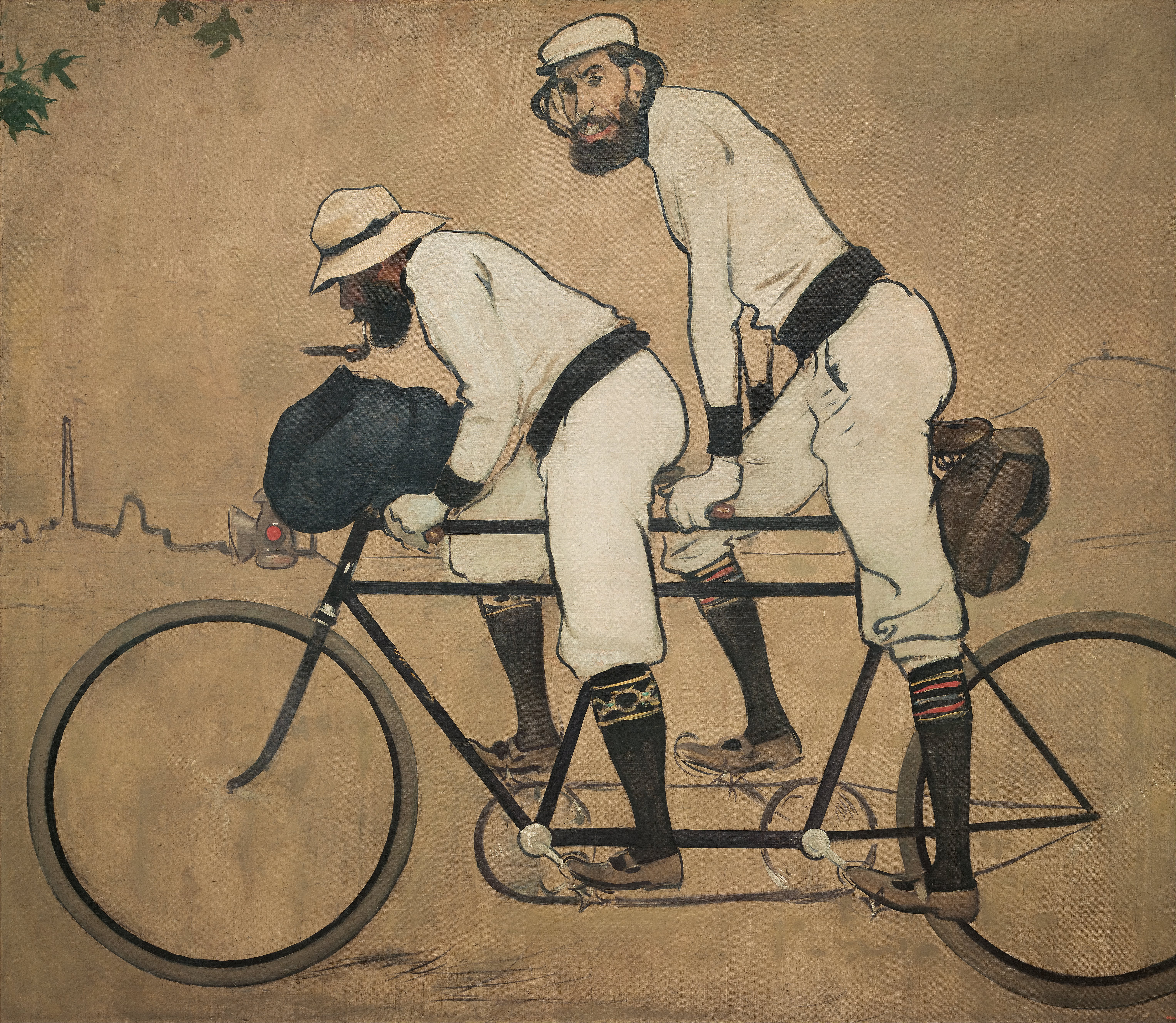
Ramon Casas y Pere Romeu en un tándem
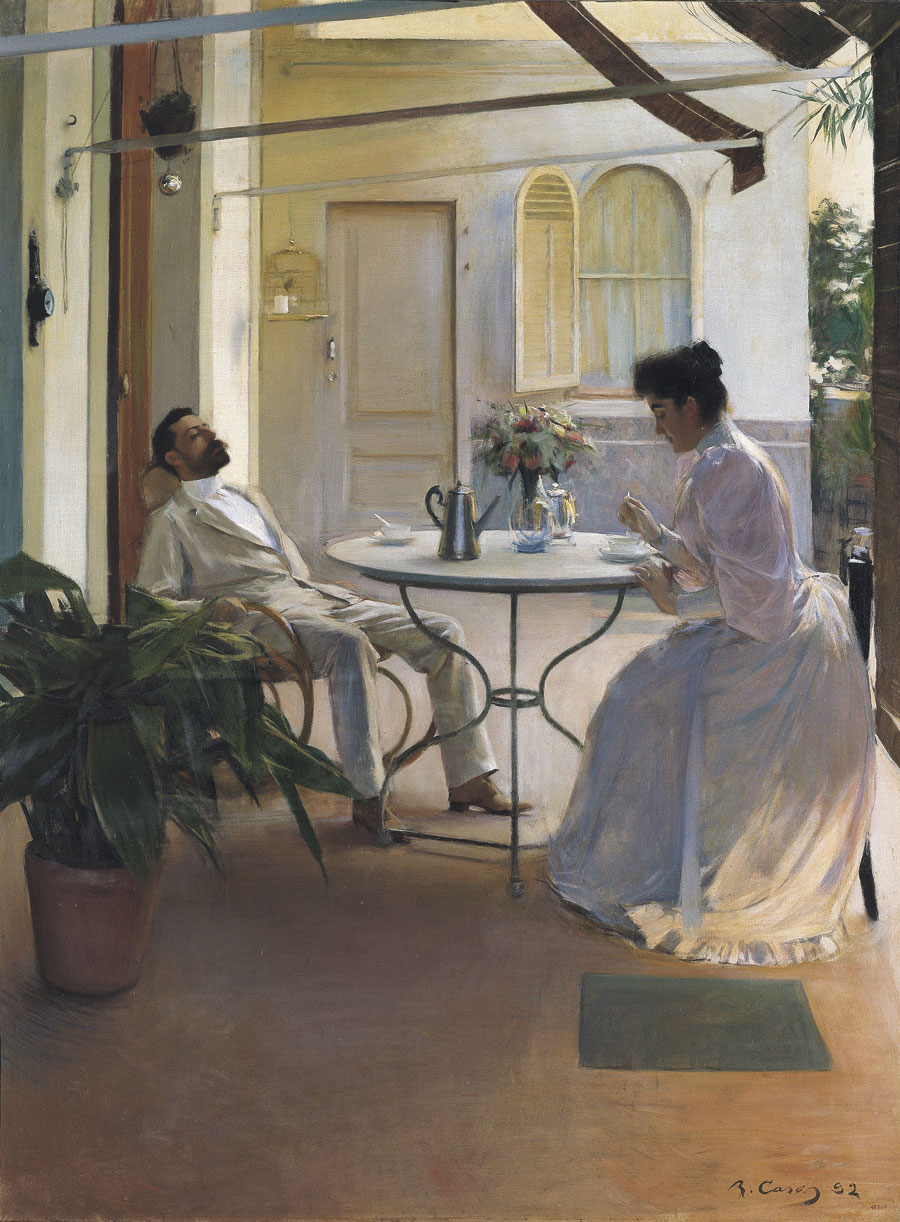
اثر رامون کاساس
۱۸۹۷ م.